# Verton
Verton és un municipi francès situat al departament del Pas de Calais i a la regió dels Alts de França. L'any 2007 tenia 2.272 habitants.

## Demografia

### Població
El 2007 la població de fet de Verton era de 2.272 persones. Hi havia 839 famílies de les quals 168 eren unipersonals (61 homes vivint sols i 107 dones vivint soles), 285 parelles sense fills, 334 parelles amb fills i 52 famílies monoparentals amb fills.
La població ha evolucionat segons el següent gràfic:
Habitants censats

### Habitatges
El 2007 hi havia 1.601 habitatges, 868 eren l'habitatge principal de la família, 701 eren segones residències i 33 estaven desocupats. 931 eren cases i 27 eren apartaments. Dels 868 habitatges principals, 700 estaven ocupats pels seus propietaris, 162 estaven llogats i ocupats pels llogaters i 7 estaven cedits a títol gratuït; 6 tenien una cambra, 38 en tenien dues, 102 en tenien tres, 257 en tenien quatre i 465 en tenien cinc o més. 699 habitatges disposaven pel capbaix d'una plaça de pàrquing. A 357 habitatges hi havia un automòbil i a 441 n'hi havia dos o més.

### Piràmide de població
La piràmide de població per edats i sexe el 2009 era:
| Homes | Edats   | Dones |
| ----- | ------- | ----- |
| 0     | 95 o +  | 0     |
| 0     | 90 a 94 | 4     |
| 0     | 85 a 89 | 32    |
| 16    | 80 a 84 | 16    |
| 12    | 75 a 79 | 24    |
| 16    | 70 a 74 | 36    |
| 40    | 65 a 69 | 32    |
| 44    | 60 a 64 | 32    |
| 64    | 55 a 59 | 44    |
| 96    | 50 a 54 | 88    |
| 92    | 45 a 49 | 72    |
| 84    | 40 a 44 | 104   |
| 92    | 35 a 39 | 100   |
| 48    | 30 a 34 | 64    |
| 68    | 25 a 29 | 44    |
| 64    | 20 a 24 | 48    |
| 92    | 15 a 19 | 72    |
| 92    | 10 a 14 | 100   |
| 100   | 5 a 9   | 60    |
| 60    | 0 a 4   | 40    |

## Economia
El 2007 la població en edat de treballar era de 1.548 persones, 1.122 eren actives i 426 eren inactives. De les 1.122 persones actives 1.031 estaven ocupades (541 homes i 490 dones) i 92 estaven aturades (46 homes i 46 dones). De les 426 persones inactives 128 estaven jubilades, 163 estaven estudiant i 135 estaven classificades com a «altres inactius».

### Ingressos
El 2009 a Verton hi havia 854 unitats fiscals que integraven 2.334,5 persones, la mediana anual d'ingressos fiscals per persona era de 18.177 €.

### Activitats econòmiques
Dels 109 establiments que hi havia el 2007, 5 eren d'empreses alimentàries, 7 d'empreses de fabricació d'altres productes industrials, 19 d'empreses de construcció, 27 d'empreses de comerç i reparació d'automòbils, 6 d'empreses de transport, 7 d'empreses d'hostatgeria i restauració, 4 d'empreses financeres, 7 d'empreses immobiliàries, 8 d'empreses de serveis, 16 d'entitats de l'administració pública i 3 d'empreses classificades com a «altres activitats de serveis».
Dels 28 establiments de servei als particulars que hi havia el 2009, 1 era una oficina de correu, 4 tallers de reparació d'automòbils i de material agrícola, 1 autoescola, 4 paletes, 2 guixaires pintors, 4 fusteries, 3 lampisteries, 1 electricista, 1 empresa de construcció, 2 perruqueries, 2 restaurants i 3 agències immobiliàries.
Dels 8 establiments comercials que hi havia el 2009, 1 era un hipermercat, 1 un supermercat, 2 fleques, 1 una fleca, 1 una llibreria, 1 una botiga de material de revestiment de parets i terra i 1 una joieria.
L'any 2000 a Verton hi havia 10 explotacions agrícoles que ocupaven un total de 574 hectàrees.

## Equipaments sanitaris i escolars
El 2009 hi havia 1 farmàcia i 1 ambulància.
El 2009 hi havia 1 escola maternal i 1 escola elemental.

## Poblacions més properes
El següent diagrama mostra les poblacions més properes.